# William Rabun
William Rabun (* 8. April 1771 im Halifax County, Province of North Carolina; † 24. Oktober 1819 in Powelton, Georgia) war ein US-amerikanischer Politiker und von 1817 bis 1819 Gouverneur von Georgia.

## Frühe Jahre und politischer Aufstieg
Der Sohn von Sarah und Matthew Rabun zog 1785 mit seinen Eltern in das spätere Hancock County in Georgia. Dort ließ sich die Familie in Powelton nieder, einem Ort etwa 15 Kilometer nordöstlich von Sparta. Wie viele Bewohner in den ländlichen Bezirken der damaligen Zeit erwarb sich auch William sein Schulwissen selbst durch Lesen und eigene Beobachtungen. Außerdem wurde er ein überzeugter Baptist.
Im Jahr 1805 begann seine politische Karriere mit der Wahl in das Repräsentantenhaus von Georgia. Von 1810 bis 1817 gehörte er dem Staatssenat an. Im Jahr 1817 hatte er den Vorsitz in diesem Gremium inne. Laut Verfassung musste der Vorsitzende des Senats als Stellvertreter des Gouverneurs diesen im Falle von Amtsverhinderung vertreten bzw. ersetzen. Dieser Fall trat 1817 ein, als der amtierende Gouverneur David Brydie Mitchell von Präsident James Madison zum Indianerbeauftragten der Bundesregierung für die Cherokee ernannt wurde. Mitchell musste daher sein Gouverneursamt abgeben, das nun Rabun zufiel.

## Gouverneur von Georgia
Im November des Jahres 1817 schaffte es Rabun dann, für eine volle Amtszeit zum Gouverneur gewählt zu werden. Er war Mitglied der Demokratisch-Republikanischen Partei, die in jenen Tagen sowohl in Georgia als auch in den USA ohne jede Opposition war. Als Gouverneur setzte sich Rabun für kostenlose öffentliche Schulen und eine Verbesserung der Infrastruktur des Landes, insbesondere der Flussschifffahrt, ein. Während seiner Amtszeit kam es auch zum sogenannten Ersten Seminolenkrieg (1817–1818). An der Südgrenze Georgias war es zu einigen Indianerüberfällen gekommen, auf die der Gouverneur mit dem Einsatz der Miliz reagierte. Dabei wurden auch einige Indianerdörfer zerstört und niedergebrannt. Im Verlauf dieser Ereignisse kam es zu einer Kontroverse zwischen dem Gouverneur und dem General und späteren US-Präsidenten Andrew Jackson, der sich für ein bestimmtes Dorf eingesetzt hatte, das dann aber versehentlich von der Miliz zerstört worden war. Im Oktober 1819, kurz vor Ablauf seiner zweijährigen Amtszeit als Gouverneur, erkrankte Rabun an einem Fieber und starb überraschend am 24. desselben Monats in seiner Heimatstadt Powelton. Das Amt des Gouverneurs übernahm für die verbleibenden zwei Wochen der Amtszeit Senatspräsident Matthew Talbot.
Seit 1793 war Rabun mit Mary Battle verheiratet, mit der er einen Sohn und sechs Töchter hatte. Das Rabun County in Georgia wurde nach ihm benannt.